# Das Strafgericht
«Das Strafgericht» (с нем. — «Уголовный суд») — немецкое судебное шоу, выходившее с 2002 по 2008 год на телеканале RTL Television, в котором рассматривались вымышленные уголовные дела. Программа выходила сначала в дневном, а потом в вечернем и ночном эфирах RTL со вторника по пятницу, с апреля 2012 года выходит с понедельника по субботу в ночном эфире RTL Nitro. С июня 2016 года также транслируется в дневном эфире на телеканале RTLplus.
Программа стала прототипом для создания в России судебного шоу «Федеральный судья».

## История
Программа была основана в 2002 году на волне успеха судебного шоу Das Jugendgericht (с нем. — «Ювенальный суд»). 2 сентября 2002 года в 14:00 на RTL в течение трёх часов транслировались судебные шоу: сначала вышел первый выпуск новой передачи «Das Strafgericht», а затем в 15:00 «Das Jugendgericht» и в 16:00 «Das Familiengericht». Программа выходила в это время до 15 октября 2007 года: 30 августа 2007 года RTL объявил, что 15 октября уже отснятые выпуски «Das Strafgericht» и «Das Familiengericht» не будут показаны из-за изменений в программе, что вызывало вопросы о дальнейшем показе передачи как таковом.
20 сентября 2007 года RTL объявил, что «Das Strafgericht» будет выходить в 16:00, сразу же после него будет выходить другое судебное шоу «Staatsanwalt Posch ermittelt». Все выпуски действовавшего сезона планировалось отснять до 22 ноября 2007 года, а показ передач шёл до 4 апреля 2008 года ежедневно в 14:00 и 16:00. С 21 апреля по 20 июня 2008 года были показаны последние выпуски программы в ночном эфире.
С 6 января 2009 по 4 февраля 2012 года «Das Strafgericht» снова был показан по RTL, но уже в 3:30. Со 2 апреля 2012 года на RTL Nitro показываются по два эпизода, начиная с 4:00, в хронологическом порядке выхода на экраны. Показ ведётся и на RTLplus.

## Участники
Главные участники этого шоу — это профессиональные юристы, рассматривавшие реальные уголовные дела. Председателем суда является Ульрих Ветцель, сторону обвинения представляют в разных выпусках Ральф Фогель, Габриэль Паукенс и Фунда Быджакоглу, сторону защиты — Карлос Гебауэр и Симоне Дальманн-Людвиг. Иногда в программу приглашались и другие юристы. Роли обвиняемых, пострадавших, свидетелей и зрителей играли актёры-любители.

### Исполнители ролей
| Юрист                     | Роль                       | Время     |
| Ульрих Ветцель            | Председатель суда          | 2002–2008 |
| Ральф Фогель              | Государственный обвинитель | 2005–2008 |
| Фунда Быджакоглу          | Государственный обвинитель | 2002–2008 |
| Габриэль Паукенс          | Государственный обвинитель | 2002–2005 |
| Сабине Карг               | Государственный обвинитель | 2002–2003 |
| Карлос Гебауэр            | Адвокат                    | 2002–2008 |
| Симоне Дальманн-Людвиг    | Адвокат                    | 2003–2008 |
| Гвидо Брошайт             | Адвокат                    | 2002–2005 |
| Николь Никиш (Хюттерманн) | Адвокат                    | 2003–2005 |
| Клаудия Шнайдунг          | Адвокат                    | 2002–2003 |

### Другие юристы
| Юрист             | Должность                        |
| Ирис Громанн      | Государственный обвинитель       |
| Петра Клезенер    | Государственный обвинитель       |
| Катя Бастген      | Адвокат                          |
| Кай Круппа        | Адвокат                          |
| Себастьян Цвибель | Адвокат                          |
| Труц Фрис         | Представитель частного обвинения |
| Неле Порт         | Представитель частного обвинения |

## Критика
Институт изучения и исследования СМИ раскритиковал программу «Das Strafgericht» за то, что в программе показывались стереотипные представители различных социальных групп и за навязывание предубеждений, а также за рассмотрение откровенно несуразных уголовных дел, которые теоретически не могли иметь места в реальном мире.

## Рейтинг
Около 20% телезрителей в возрасте от 14 до 49 лет смотрели выпуск этой программы. Рейтинги программы упали после переноса её с 14:00 до 16:00 — когда первый выпуск вышел в четверг в новое время, его посмотрело только 9,6%.